# New Imperial
| New Imperial Light Tourist uit 1915 met een JAP-zijklepmotor van 293 cc                                        |
| New Imperial JAP 1000 cc uit 1917                                                                              |
| New Imperial uit 1920 met een JAP-motor van 300 cc                                                             |
| Vanaf 1926 gebruikte New Imperial eigen motorblokken. Deze 300cc-zijklepper uit 1927 is dus van eigen makelij. |

New Imperial is een Brits historisch merk van fietsen en motorfietsen.
De bedrijfsnaam was: Imperial Cycles, later New Imperial Cycles Ltd. en New Imperial Motors Ltd., Birmingham.

## Voorgeschiedenis
Imperial maakte vanaf 1887 al onderdelen voor fietsen. Later ging men ook complete rijwielen produceren, waarschijnlijk omdat men de rijwielfabriek van Hearl and Tonks overgenomen had.

## Imperial
Al in 1901 presenteerde rijwielfabrikant Norman Downes op de Stanley Show in Londen een motorfiets, waarvan het motorblok boven het voorwiel zat en dit via een riem aandreef. Hoewel de oorsprong van het motorblok niet bekend is, was dit waarschijnlijk de eerste motorfiets die volledig uit Britse onderdelen was opgebouwd. Downes had er zes motorblokken voor ingekocht, maar de machine werd geen succes.

## New Imperial
In 1908 werd de New Imperial Cycle Company een Limited Company en in 1910 verscheen er een nieuw motorfietsmodel met een 293cc-JAP-zijklepmotor. In 1912 had New Imperial al drie modellen, naast het 293cc-model ook twee 8pk-V-twins met JAP-zijklepmotor. In 1913 verscheen de 293cc-New Imperial Light Tourist, een lichte zijklepper die veel zwaardere machines te snel af was. Gedurende de Eerste Wereldoorlog kwam de Britse motorfietsproductie vrijwel geheel stil te liggen (met uitzondering van enkele uitverkoren merken die militaire motorfietsen produceerden). Na de oorlog duurde het ook weer enkele jaren tot de productie volledig op gang kwam. New Imperial leverde begin jaren twintig motorfietsen met 246- tot 996cc-inbouwmotoren van JAP en Precision. In 1922 won Doug Prentice de 250cc-klasse van de Junior TT. Omdat 250 cc toen nog geen bestaande klasse was, werd hij geregistreerd als tiende in de (350 cc) Junior TT. In 1922 kregen de 250cc-machines hun eigen klasse, de Lightweight TT, die in 1924 werd gewonnen door Edwin Twemlow met een New Imperial, terwijl Kenneth Twemlow de Junior TT won. Edwin Twemlow won de Lightweight TT ook in 1925. In 1932 won Leo Davenport de Lightweight TT en in 1936 was het Bob Foster. De racesuccessen droegen bij aan de verkoop en halverwege de jaren twintig ging het goed met New Imperial. Vanaf 1926 ging men motorblokken in eigen beheer produceren. Het waren kopklepmotoren van 146,- 248,- 346,- en 496 cc. Vanaf 1931 ging men unit construction-motoren maken, o.a. de Unit Minor 150 en de Unit Super 250. In 1938 kregen de machines achtervering.
In dat jaar overleed Norman Downes. Het bedrijf werd verkocht aan Jack Sangster, die al eigenaar van Ariel en Triumph was. Hij was voornemens om de productie van New Imperial te verplaatsen, maar door het uitbreken van de Tweede Wereldoorlog ging dat niet door. Er werden geen New Imperial-motorfietsen meer gebouwd en Sangster's andere merken werden verkocht aan de BSA-groep.
- Andere merken met de naam Imperial, zie Imperial (Boston) - Imperial (Londen).

## Trivia

### Betrouwbaarheidsrit
In december 1930 organiseerde de Nederlandse importeur van New Imperial een duurtest waarbij met een B10 ("Blue Prince") van 350 cc een afstand van 25.000 km moest worden afgelegd. "De Blauwe Prins" werd tijdens die rit bestuurd door afwisselend de motorcoureurs Bertus van Hamersveld sr., Piet van Dinter en Geert Timmer. Zij reden elkaar aflossend steeds ongeveer 250 km in zes uur, waarna ze twaalf uur rust hadden. Het parcours liep grofweg van Bussum (start en finish was bij Café De Roozeboom aan de Brinklaan) via Harderwijk, Zutphen en Arnhem weer terug naar Bussum. De rit was in die dagen een nationaal evenement waar alle kranten dagelijks over berichtten terwijl honderden mensen langs de route stonden. De rit werd gereden onder buitengewoon barre omstandigheden met sneeuw en ijzel. Kort voor de kerst werd de 25.000 km bereikt en reden de drie coureurs nog één ererondje op drie New Imperials van het model "Blue Prince"

### Spot- en bijnamen
- New Imperial (algemeen): Impi, Iron Lion (naar de leeuw in het logo)
- New Imperial-350cc-kopklepper uit 1930: The blue prince